# Steyr 30
Der Steyr XXX oder Steyr 30 ist ein Pkw der oberen Mittelklasse, den die Steyr-Werke A.G. als Nachfolger des Modells XX 1930 herausbrachte. Der Wagen wurde von Ferdinand Porsche entworfen. Als er im Oktober 1930 auf dem Pariser Autosalon stand, hatte Porsche allerdings die Steyrwerke schon wieder verlassen.
Der Wagen hatte einen 6-Zylinder-Reihenmotor vorne eingebaut, der über ein 4-Gang-Getriebe die Hinterräder antrieb. Die Vorderräder waren an Starrachsen befestigt und hatten Längsblattfedern. Die hintere Pendelachse besaß eine Querblattfeder. Bis 1932 entstanden von der Standardausführung – auch 8/40 PS genannt – genau 2200 Exemplare. Nur 1932 gab es den baugleichen Steyr 30 E, Steyr 130 oder 8/38 PS in 343 Exemplaren.
Ebenfalls baugleich war der Steyr 30 Typ 45 Taxameter, eine von 1930 bis 1933 angebotene Taxiversion mit 3 Sitzreihen zu je 2 Sitzen, die 666 mal gebaut wurde. Der Wagen besaß vorne ein Rolldach und hinten ein Klappdach. Ein Exemplar aus dem Jahr 1931 befindet sich im Automobilmuseum Aspang in Aspang-Markt in Niederösterreich.
1932 wurde dem Modell 130 der Steyr 30 S, oder Steyr 230, bzw. 8/45 PS, zur Seite gestellt. Das Cabriolet mit 2 oder 4 Sitzen hatte einen kräftigeren Motor und war deutlich länger als die Limousine. 620 Stück wurden hergestellt.
Ebenfalls 1932 erschien der Steyr 30 SL, oder Steyr 330, bzw. 8/45 PS, eine sechssitzige Limousine mit größerer Baulänge und größerem Radstand, sowie dem gleichen Motor wie der Sportwagen. Bis zur Ablösung durch das Modell 430 1933 entstanden nur 55 Exemplare.

## Technische Daten
| Typ                   | XXX (30, 8/40 PS) / 130 (8/38 PS) / 45 Taxameter | 30 S (230, 8/45 PS) | 30 SL (330, 8/45 PS) |
| Bauzeitraum           | 1930–1932                                        | 1932                | 1932–1933            |
| Aufbauten             | L4, PL4, Cb2                                     | R2, Cb2             | L4                   |
| Motor                 | 6 Zyl. Reihe 4 Takt                              | 6 Zyl. Reihe 4 Takt | 6 Zyl. Reihe 4 Takt  |
| Ventile               | hängend (ohv)                                    | hängend (ohv)       | hängend (ohv)        |
| Bohrung × Hub         | 70 mm × 90 mm                                    | 70 mm × 90 mm       | 70 mm × 90 mm        |
| Hubraum               | 2078 cm³                                         | 2078 cm³            | 2078 cm³             |
| Leistung (PS)         | 40                                               | 45                  | 45                   |
| Leistung (kW)         | 29                                               | 33                  | 33                   |
| Verbrauch             | 14 l / 100 km                                    | 14 l / 100 km       | 15 l / 100 km        |
| Höchstgeschwindigkeit | 90 km/h                                          | 110 km/h            | 95 km/h              |
| Leergewicht           | 1160–1190 kg                                     |                     |                      |
| Zul. Gesamtgewicht    |                                                  |                     |                      |
| Elektrik              | 12 Volt                                          | 12 Volt             | 12 Volt              |
| Länge                 | 4180 mm                                          | 4500 mm             | 4660 mm              |
| Breite                | 1650 mm                                          | 1650 mm             | 1655 mm              |
| Höhe                  | 1670 mm                                          | 1630 mm             | 1730 mm              |
| Radstand              | 2980 mm                                          | 2980 mm             | 3260 mm              |
| Spur vorne / hinten   | 1380 mm / 1380 mm                                | 1380 mm / 1380 mm   | 1380 mm / 1380 mm    |
| Wendekreis            | 11,5 m                                           | 11,5 m              | 12 m                 |

- L4 = 4-türige Limousine
- PL4 = 4-türige Pullman-Limousine
- Cb2 = 2-türiges Cabriolet
- R2 = 2-türiger Roadster

## Galeriebilder

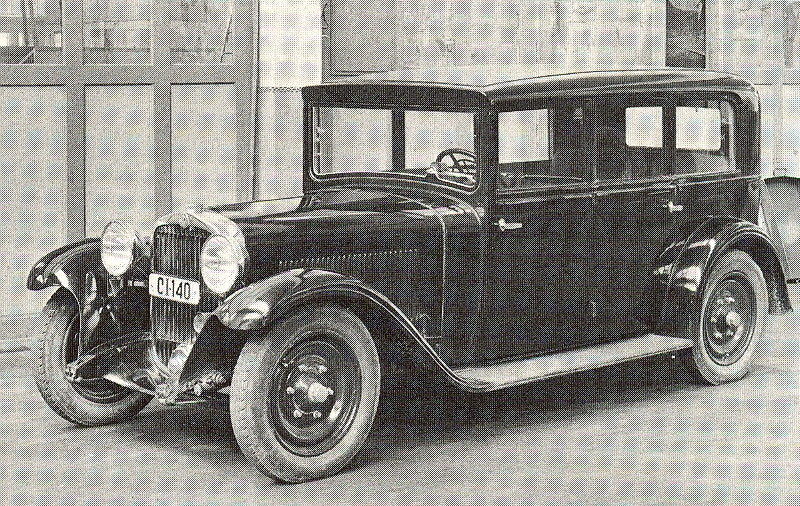
Steyr XXX (1931)
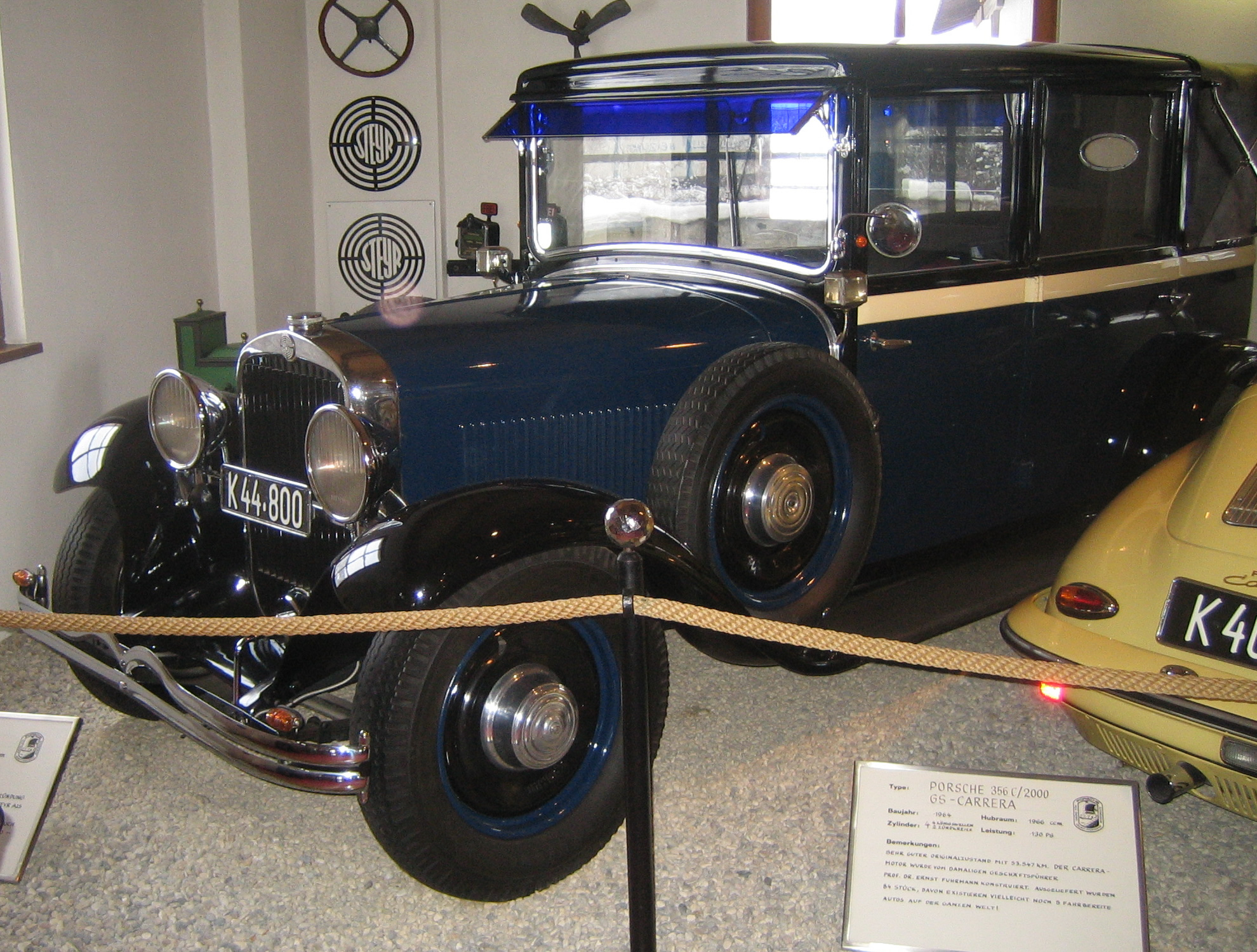
Steyr XXX Typ 45 Taxameter (1932)
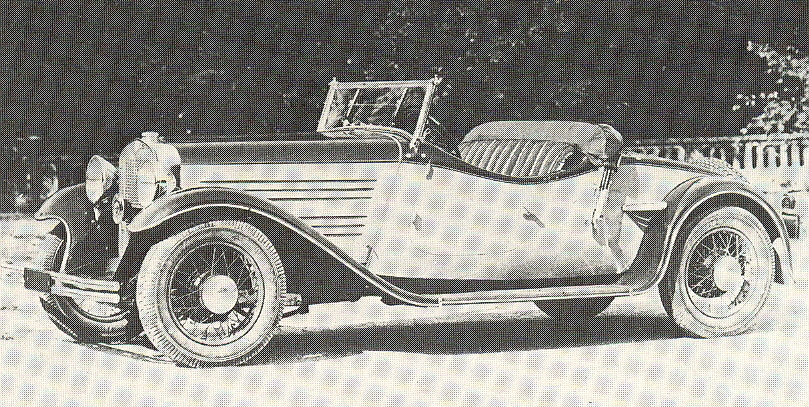
Steyr 30 S (1932)
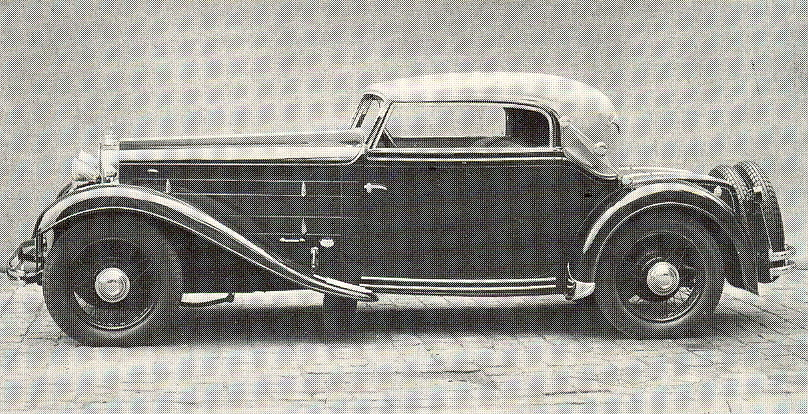
Steyr 30 S (1932)

## Quelle
- Oswald, Werner: Deutsche Autos 1920–1945, Motorbuch Verlag Stuttgart, 10. Auflage (1996), ISBN 3-87943-519-7